# 스트러커 남작
스트러커 남작(Baron Strucker)은 마블 코믹스에 등장하는 슈퍼빌런 캐릭터이다. 볼프강 폰 스트러커(Wolfgang von Strucker)라는 이름으로도 알려져 있다.